# 17776 Troska
17776 Troska (1998 FF3) là một tiểu hành tinh vành đai chính được phát hiện ngày 22 tháng 3 năm 1998 bởi Petr Pravec ở Đài thiên văn Ondřejov. Nó được đặt theo tên Czech sci-fi writer J. M. Troska.